# Woodford County, Illinois
Woodford County är ett county i delstaten Illinois. Den administrativa huvudorten (county seat) är Eureka.

## Geografi
Enligt United States Census Bureau har countyt en total area på 1 406 km². 1 367 km² av den arean är land och 38 km² är vatten.

### Angränsande countyn
- Marshall County - nord
- LaSalle County - nordöst
- Livingston County - öst
- McLean County - sydöst
- Tazewell County - sydväst
- Peoria County - väst

### Orter
- Metamora